# Día del Mar
En Bolivia se conoce como Día del Mar a la conmemoración de la pérdida del departamento del Litoral posterior a la Guerra del Pacífico en favor de Chile, en el siglo XIX. Se celebra cada 23 de marzo recordando la muerte del empresario y hacendado Eduardo Abaroa durante un episodio bélico. El evento se conmemora con múltiples tiroteos y marchas en diversas ciudades del país, consagrando una ceremonia central en la Plaza Avaroa de la ciudad de La Paz, con la participación del presidente de la nación, autoridades nacionales, militares, profesionales, obreros y ciudadanía en general; actos similares se desarrollan a nivel nacional.

## Antecedentes
Posteriormente a las tensiones diplomáticas relacionadas con el Tratado de 1874 se da inicio a la Guerra del Pacífico, cuyas primeras campañas se desarrollan en el Litoral. El 21 de marzo de 1879 las fuerzas chilenas ocuparon los principales puertos de la zona disputada sin encontrar resistencia, y procedieron a incursionar en Calama, donde Ladislao Cabrera y Severino Zapata reunieron un grupo de 144 ciudadanos civiles. Entre ellos se encontraba Eduardo Avaroa, quien, durante el Combate de Calama murió el 23 de marzo de 1879 en la defensa del puente del Topáter, que cruza el río Loa, con la decisión indeclinable de no rendirse jamás.[cita requerida]